# Esmerdis de Pèrsia
Esmerdis (en grec antic Σμέρδις) o en persa Bardiya (بردیا Bardiyā, i amb aquest nom es menciona a la Inscripció de Behistun) era de la dinastia aquemènida i va ser rei de Pèrsia del març a l'octubre aproximadament del 522 aC.

## Nom
Esmerdis era el seu nom grec, i la seva història l'han explicat els historiadors grecs, sobretot Heròdot. Alguns autors l'anomenen també Tonyoxarces, com ara Ctèsias, Xenofont li posa el nom de Tanaoxares, l'historiador Justí l'anomena Mergis i Èsquil d'Alexandria Mardos. Alceu de Mitilene i Anacreont l'anomenen Esmerdis en els seus poemes.

## Biografia
Esmerdis era fill de Cir II el gran i germà petit de Cambises II de Pèrsia, al que va acompanyar quan aquest va anar a conquerir Egipte. Cambises el va fer tornar a Susa perquè era l'únic de tots els perses que tenia força suficient per tensar l'arc que el rei dels etíops havia enviat a Cir. Quan va arribar, el seu pare, poc abans de morir, el va nomenar virrei de les províncies orientals segons Ctèsias. Poc després, Cambises va tenir un somni, on va veure al seu germà Esmerdis assegut al tron reial amb el cap que li arribava al cel. Alarmat per aquest somni, que presagiava la grandesa del seu germà, va enviar un noble de la seva confiança a Susa, anomenat Prexaspes amb l'ordre precisa de matar Esmerdis. Prexaspes va complir l'ordre, va matar Esmerdis i el va enterrar en secret amb les seves pròpies mans. Darios I a la Inscripció de Behistun diu que Cambises II el va fer matar abans del 525 aC i Heròdot i Ctèsias situen la mort després del 525 aC. Cir el gran va morir l'any 530 aC.
El rei Cambises era absent per haver anat a Egipte, i entre les poques persones que sabien la mort d'Esmerdis, hi havia Patizites, un mag a qui el rei havia deixat a càrrec del seu palau i dels seus tresors. Aquesta persona tenia un germà que duia també el nom de Esmerdis (o Gaumata segons Darios I), el príncep difunt, i amb el que s'assemblava molt físicament. Els perses, disgustats per la tirania de Cambises, van pensar que Esmerdis, al que creien viu, podia ser millor rei, i Patizites va aprofitar l'ocasió per proclamar rei al seu germà, presentant-lo com el fill petit de Cir. Van fomentar una revolució el març del 522 aC. Totes les satrapies de l'imperi van reconèixer Esmerdis, excepte, lògicament, Egipte, on era Cambises II. Aviat van començar els problemes, ja que el sàtrapa de Capadòcia, Òtanes, es va assabentar de la usurpació perquè la seva filla Fèdima era a l'harem reial de Esmerdis i va conèixer el frau. Òtanes va amenaçar Prexaspes, que esgarrifat es va suïcidar. Però Esmerdis, amb el suport de la casta de mags o sacerdots, va imposar algunes mesures molt ben rebudes pel poble, ja que va ordenar la supressió d'impostos per tres anys, ajudes als més desafavorits, reducció dels privilegis de la noblesa i d'altres actuacions populars, i així va consolidar el seu poder personal. Cambises, mentrestant, que havia tingut aviat notícies de la proclamació, va nomenar un nou sàtrapa d'Egipte de la seva completa confiança (Arianes) i seguidament sortí cap a Síria. Segons Heròdot va morir a Ecbàtana de Síria (Hama), segons Flavi Josep a Damasc i segons Ctèsias a Babilònia. Darios I diu a la inscripció de Behistun que veient que no podia guanyar per manca de suports, es va suïcidar. Esmerdis, per la seva banda, havia traslladat la residència reial a Mèdia i ningú no s'atrevia a oposar-se al rei.
Abans de Morir, Cambises va confessar als nobles perses aplegats al seu costat, que havia ordenat la mort de Esmerdis, i que el que s'havia proclamat rei era un usurpador. Però els nobles ho sospitaven, ja que no els convidava al palau ni es mostrava en públic.
Set nobles es van aliar per acabar amb la usurpació, als que va convocar Òtanes, germà de Cassandana l'esposa de Cir el Gran: Intafernes (Vindaframa), Aspàtines, Gòbrias (Gaubaruva), Hidarnes (Viclarna), Megabazos (Bagabucsa), Ànafes i Darios. Aquest darrer, fill del sàtrapa d'Hircània i Pàrtia Histaspes, va anar a trobar Esmerdis al castell de Sicattawati (prop de l'actual Kermansah) i el va matar, el 10 d'abril del 522 aC segons la data tradicional. Altres autors daten l'esdeveniment al setembre o octubre del mateix any. Els altres conjurats van proclamar rei a Darios I que se'n va anar cap a Pasàrgades i es va casar amb la filla de Cir II el gran. El país va romandre tranquil tot i que el poble donava suport a Gaumata, creient de bona fe que era Esmerdis, i no acceptava el cop d'estat de Darios. Als voltants del 29 de setembre el noble Niditabel es va rebel·lar a Babilònia, es va fer passar per Nabucodonosor, el fill de Nabonid, i es va fer coronar amb el nom de Nabucodonosor III el 3 d'octubre. La seva victòria sobre els perses el 13 de desembre va portar a la revolta d'Elam, dirigida per Açina, fill d'Upadarma, al mateix temps que es revoltava un tal Martiya que es feia passar pel rei elamita Imanis. Les rebel·lions es van estendre per tot l'imperi, i fins i tot un altre mag de nom Vahyazdata, volgué repetir els fets de Gaumata amb menys èxit i es va proclamar rei, però va ser derrotat, pres i executat. A la llista de reis perses escrita per Èsquil d'Alexandria apareix un rei, sens dubte un usurpador, anomenat Marafis (els marafis eren una de les tribus perses), del qual res no se'n sap.